# چارگوش‌ماهی
چارگوش‌ماهی (نام علمی: Rajidae) نام یک تیره از راسته چارگوش‌ماهی‌سانان است.

## نگارخانه

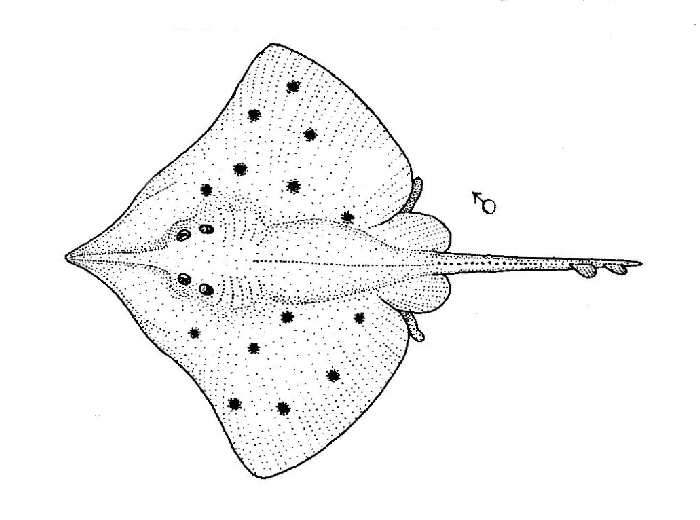
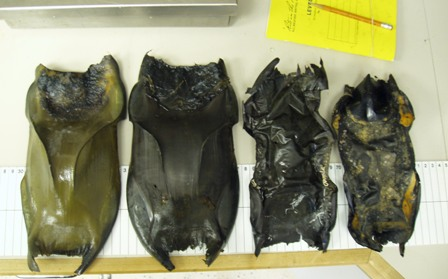